# Bitka pri Waxhaws
Bitka pri Waxhaws (znana tudi kot pokol pri Waxhawsu, Bufordov pokol in bitka pri potoku Waxhaw Creek) je bil vojaški spopad, ki se je zgodil 29. maja 1780 med ameriško revolucijo med patriotskimi silami pod vodstvom Abrahama Buforda in britanskimi silami pod vodstvom podpolkovnika Banastra Tarletona blizu Lancasterja v Južni Karolini. Bufordovi možje so bili vojaki kontinentalne vojske, medtem ko so Tarletonove sile večinoma sestavljale lojalistične čete. Ko sta se sili zagledali, je Buford zavrnil ponudbo pogojev predaje, Tarletonova konjenica pa je napadla. Neznano število Bufordovih mož se je nato poskušalo predati, hkrati pa je bil Tarletonov konj ustreljen in ga je priklenil pod seboj. Neznano število lojalistov, razjarjenih zaradi te očitne prevare, je nadaljevalo napad in ubilo več patriotov, dokler ni bil vzpostavljen red.
Od 420 vojakov, ki so služili pod Bufordom med bitko, jih je 104 pobegnilo, 113 je bilo ubitih, 150 ranjenih in 53 ujetih. Britanci so imeli 5 mrtvih in 12 ranjenih. Patrioti so svoj enostranski poraz imenovali "pokol". Bitka je postala predmet intenzivne propagandne kampanje patriotov za spodbujanje novačenja in vzbujanje ogorčenja proti Britancem. Patrioti so pozneje skovali izraz "Tarletonova milost", ki se nanaša na prakso nedajanja milosti med bitkami, čeprav ni ukazal svojim možem, naj napadejo predajajoče se patriote. V kasnejših spopadih v Karolinah je postalo redko, da bi katera koli stran zajela večje število ujetnikv.